# Liste der Monuments historiques in Pouillac
Die Liste der Monuments historiques in Pouillac führt die Monuments historiques in der französischen Gemeinde Pouillac auf.

## Liste der Objekte

### Kirche St-Hilaire
| Bezeichnung | Beschreibung                                                                              | Standort | Kennzeichnung | Schutzstatus | Datum | Bild |
| ----------- | ----------------------------------------------------------------------------------------- | -------- | ------------- | ------------ | ----- | ---- |
| Glocke      | Bronze, 1546 gegossen                                                                     | (Lage)   | PM17000248    | Classé       | 1908  |      |
| Altar       | Retabel, Tabernkale und Altaraufsatz; Holz, farbig gefasst und vergoldet, 18. Jahrhundert | (Lage)   | PM17000898    | Inscrit      | 1976  |      |
| Taufbecken  | Stein, 18. Jahrhundert                                                                    | (Lage)   | PM17000899    | Inscrit      | 1976  |      |